# Église du monastère d'Eskilstuna
L'église du monastère d'Eskilstuna (Klosters kyrka) est une église protestante située dans la ville d'Eskilstuna en Suède dans le diocèse de Strängnäs.
C'est la plus haute structure de la ville.

## Historique
L'église a été achevée en 1929 selon les plans d'Otar Hökerberg.

## Dimensions
Les dimensions de l'édifice sont les suivantes ;
- Hauteur sous voûte : 22 m
- Hauteur des tours : 62 m [2]
- Longueur : 70 m
- Largeur : 20 m